# Синус (тригонометрија)
Синус (лат. sinus завој, набор, вијугање змије, наручје ;
полуокругла површина, шупљина) угла је тригонометријска функција. 

## Синус у математици
- Санскритска ријеч јибе - тетива на луку, у арапском прихваћена и написана као јиба جيب, скраћено јб што значи „торба, наручје“, преведена у 12. в. на латински синус - лук, крива (Герард из Кремоне 1175.г.).[3]
- Синус је периодична функција.
- График или граф функције синус јесте синусоида. Она је извијена крива линија по одређеним правилима, и изгледом подсјећа на вијугање змије што је изворно (лат. sinus) синус.

## Дефиниције
Дефиниција 1: Синус одређеног угла у правоуглом троуглу је однос (количник) наспрамне катете (a) том углу и припадајуће хипотенузе (c).
По дефиницији слиједи (слика правоугли троугао):
{\displaystyle {\frac {a}{c}}=\operatorname {sin} \alpha } ; {\displaystyle {\frac {b}{c}}=\operatorname {sin} \beta }

Дефиниција 2: Синус угла у тригонометријској кружници је вертикална пројекција јединичног радијус вектора који са почетним смјером осе X затвара тај угао.На слици:"тригонометријски круг" синус угла ∮ је дуж ОC на  оси у.

## Дискусија функције синус
Када угао расте од 0° до 90°, синус је позитиван и његова вриједност расте од 0 до +1;
када угао расте од 90° до 180°, синус је позитиван и његова вриједност опада од +1 до 0;
када угао расте од 180° до 270°, синус је негативан и његова вриједност опада од 0 до -1;
када угао расте од 270° до 360°, синус је негативан и његова вриједност расте од -1 до 0.

## Анимација графичког приказа функције синус у тригонометријском кругу
- Анимација графичког приказа функције синус у тригонометријском кругу y = sin(x)